# Cleora ochricollis
Cleora ochricollis är en fjärilsart som beskrevs av Louis Beethoven Prout 1934. Cleora ochricollis ingår i släktet Cleora och familjen mätare. Inga underarter finns listade i Catalogue of Life.